# 庫布斯山
71°59′S 7°21′E / 71.983°S 7.350°E
庫布斯山（英語：Kubus Mountain）是南極洲的山峰，位於東部南極洲的毛德皇后地，處於特羅爾斯洛泰特山東南面6公里，海拔高度2,985米，由德國探險隊發現。